# 双子宫畸形
双子宫畸形（英語：Uterus didelphys, uterus didelphis），是一种罕见的妇科缺陷，指患者有两个完全分离的子宫，各自有独立的宫体、宫颈，附有各自的输卵管、卵巢、圆韧带、阔韧带等，是双侧副中肾管未融合的结果。
临床表现为月经持续时间长，有时有痛经。可有性生活不适。窥阴器检查可发现有两个阴道、两个宫颈，有时可触及两个子宫。超声波检查中可以看到横切宫颈有一椭圆形回声大于正常，内部有两条并列短光索，提示存在两个宫颈，宫体处有两个椭圆形宫体切面，回声相似、并列存在，呈现特异性的眼镜征。必要时用探针可探到两个宫腔。
双侧子宫均有受孕机会，但受孕常反复发生在同一侧子宫内，偶有双侧子宫异期受孕，两胎儿相差数天，发生率为百万分之一。因供血不足，孕早期易流产，孕可因体晚期易发生妊娠高血压综合征。胎儿宫内发育迟缓、臀位。孕中期妊娠位改变发生子宫扭转，而至胎盘早剥，子宫破裂。